# Campionati mondiali juniores di slittino 2004
I Campionati mondiali juniores di slittino 2004 si sono disputati a Calgary, in Canada dal 31 gennaio al 1º febbraio 2004. La pista olimpica dell'Alberta ospita la rassegna mondiale di categoria per la seconda volta dopo l'edizione del 1996.

## Podi[1][2]
| Evento         | Oro                                                                   | Tempo | Argento                                                          | Tempo | Bronzo                                                              | Tempo |
| Singolo Uomini | Andreas Graitl                                                        |       | Matt McMurray                                                    |       | Daniel Pfister                                                      |       |
| Singolo Donne  | Natalie Geisenberger                                                  |       | Nina Reithmayer                                                  |       | Corinna Martini                                                     |       |
| Doppio         | Peter Penz Georg Fischler                                             |       | Samuel Edney Gwyn Lewis                                          |       | Tobias Wendl Tobias Arlt                                            |       |
| Gara a squadre | Germania Andreas Graitl Natalie Geisenberger Tobias Wendl Tobias Arlt |       | Austria Daniel Pfister Nina Reithmayer Peter Penz Georg Fischler |       | Stati Uniti Logan Gastio Erin Hamlin Matthew Mortensen Garon Thorne |       |

## Medagliere
| Posiz. | Nazione     | Oro | Argento | Bronzo | Totale |
| ------ | ----------- | --- | ------- | ------ | ------ |
| 1      | Germania    | 3   | 0       | 2      | 5      |
| 2      | Austria     | 1   | 2       | 1      | 4      |
| 3      | Canada      | 0   | 2       | 0      | 2      |
| 4      | Stati Uniti | 0   | 0       | 1      | 1      |